# Gmina Prairie (hrabstwo Delaware)

Położenie Gminy Prairie w hrabstwie Delaware

Gmina Prairie (ang. Prairie Township) – gmina w USA, w stanie Iowa, w hrabstwie Delaware. Według danych z 2000 roku gmina miała 373 mieszkańców, a jej powierzchnia wynosi 91,07 km².